# 古丽迪娅尔·阿纳依提
古丽迪娅尔·阿纳依提（维吾尔文：گۈلدىيار ئانايىت Güldiyar Anayit；惯用拉丁转写：Guldiyar Anayit，1998年9月8日—），简称古丽迪娅尔，昵称迪娅，出生于中国新疆，维吾尔族。中国女演员，青年舞者，模特，毕业于北京舞蹈学院中国民族民间舞系，现为北京现代音乐研修学院国际舞蹈学院中国舞系教师。
曾获得第三届中国民族民间舞技术技巧大赛银奖、第五届中国民族民间舞技术技巧大赛优秀指导教师奖、首届传承与传统保护作品大赛优秀奖等奖项。因参演青春歌舞电影《歌声的翅膀》，获第九届马德里国际电影节外语片最佳女配角提名。

## 人物经历
2011年，13岁的古丽迪娅尔考上新疆艺术学院附属中等艺术学校，系统地学习专业舞蹈。
2015年，17岁的古丽迪娅尔考入北京舞蹈学院国际舞蹈学院中国舞系。
2017年9月参加北京舞蹈学院中国民族民间舞系系庆大型演出，12月参加北京舞蹈学院中国民族民间舞系《沉香·肆》。
2018年1月参与录制《百花迎春——中国文学艺术界 2018 春节大联欢》，4月去海南参加“海南建省30周年”北京舞蹈学院舞蹈精品专场晚会，7月参加“CCTV 舞蹈盛典”录制演出，10月参加第二届"一带一路"民族传统舞蹈展演。
2019年4月参加由中国舞蹈协会、山东省文联主办的“顶尖舞者进校园活动”，表演舞蹈《冰山上的来客》。
2020年参演由央视综艺频道和央视联合出品的《你好生活》。
2021年出演由博纳影业出品的电影《平凡英雄》。

## 个人作品

### 参演电影
| 播出时间                                        | 电影名称       | 饰演角色 | 备注                                 |
| 2019-10-28（人民大会堂） 2021-03-28（中国大陆） | 《歌声的翅膀》 | 古丽娜   | 马德里国际电影节外语片最佳女配角提名 |
| 2022-09-30（中国大陆）                          | 《平凡英雄》   | 女教师   |                                      |

### 综艺节目
| 播出时间   | 播出平台 | 节目名称                                 | 备注                                                     |
| ---------- | -------- | ---------------------------------------- | -------------------------------------------------------- |
| 2017-12-28 | CCTV-13  | 《星光舞台》                             | 歌舞《夏合纳孜莱》，舞蹈                                 |
| 2019-10-12 | 湖南卫视 | 《舞蹈风暴第一季》                       | 双人舞《永恒之爱》                                       |
| 2020-3-13  | CCTV-3   | 《黄金一百秒》                           | 双人舞《永恒之爱》                                       |
| 2020-11-20 | CCTV-15  | 《一起音乐吧》                           | 多人舞《蕊心》，领舞，编导                               |
| 2020-12-16 | CCTV-3   | 《你好生活第二季》                       | 歌舞表演                                                 |
| 2021-3-13  | CCTV-3   | 《星光大道》                             | 舞蹈《今天你要嫁给我》《永恒之爱》《新疆吆喝》《忆乡情》 |
| 2021-5-4   | CCTV     | 《奋斗正青春——2021年五四青年节特别节目》 | 歌舞《唱支山歌给党听》，领舞                             |
| 2021-10-28 | CCTV-3   | 《你好生活第三季》                       | 歌曲《起风了》伴舞                                       |
| 2022-5-26  | CCTV-13  | 《乐享汇》                               | 歌舞《一杯美酒》，舞蹈                                   |

## 獎項
| 年份   | 頒獎典禮                         | 獎項             | 作品               | 結果 |
| 2016年 | 第三届中国民族民间舞技术技巧大赛 | 银奖             | 舞蹈《玫瑰慈》     | 獲獎 |
| 2018年 | 第五届中国民族民间舞技术技巧大赛 | 优秀指导教师奖   |                    | 獲獎 |
| 2020年 | 第九届马德里国际电影节           | 外语片最佳女配角 | 电影《歌声的翅膀》 | 提名 |